# Вокальчук Сергій Євгенович
Сергій Євгенович Вокальчук (нар. 2 січня 1982, Ровно, УРСР) — український футболіст, воротар.

## Кар'єра гравця
У дитячо-юнацькій футбольній лізі України виступав за львівське УФК (Училище фізичної культури). У 1998 році потрапив до складу команди «Львів». Потім виступав за «Карпати-2», дрогобицьку «Галичину» й знову за «Львів». У 2001 році знову перейшов у львівські «Карпати», але виступав за «Карпати-3» і «Карпати-2».
У 2002 році перейшов у золочівський «Сокіл», у команді відіграв один рік і провів 29 матчів. У 2003 році грав за київський «Арсенал-2», а пізніше за «Газовик-Скалу» та «Спартак-Горобину». У 2005 році провів 1 матч у чемпіонаті України за київський «Арсенал». У 2006 році перейшов у «Кримтеплицю» за яку зіграв в 72 матчах у Першій лізі України. У липні 2011 року перейшов в охтирський «Нафтовик-Укрнафта».

## Особисте життя
Виховує доньку Лідію.